# Kathleen Hersey
Kathleen Hersey, née le 21 février 1990 à Athens (Géorgie), est une nageuse américaine.

## Biographie
Aux Jeux panaméricains de 2007, à l'occasion de sa première sélection internationale, elle remporte quatre médailles d'or sur 100 m papillon, 200 m papillon, 400 m quatre nages et relais 4 × 100 m quatre nages.
Aux Jeux olympiques d'été de 2008, elle se classe huitième de la finale du 200 m papillon.
Aux Jeux olympiques d'été de 2012, elle se classe quatrième de la finale du 200 m papillon.

## Palmarès

### Jeux panaméricains
- Jeux panaméricains de 2007 à Rio de Janeiro (Brésil) :
  -  Médaille d'or du 200 m papillon.
  -  Médaille d'or du 100 m papillon.
  -  Médaille d'or du 400 m quatre nages.
  -  Médaille d'or du relais 4 × 100 m quatre nages.

### Championnats pan-pacifiques
- Championnats pan-pacifiques 2010 à Irvine (États-Unis) :
  -  Médaille de bronze du 200 m papillon.